# Џавид Нимани
Џавид Нимани (алб. Xhavid Nimani; Ђаковица, 19. јануар 1919 — 13. децембар 2000), учесник Народноослободилачке борбе и друштвено-политички радник СФР Југославије, СР Србије и САП Косова и јунак социјалистичког рада.

## Биографија
Џавид Нимани рођен је 19. јануара 1919. године у Ђаковици. Завршио је Учитељску школу и Вишу партијску школу „Ђуро Ђаковић“ у Београду. Члан Комунистичке партије Југославије (КПЈ) постао је 1941. године. Народноослободилачкој борби се прикључио 1941. године, а за време рата је био на разним војним и политичким дужностима. Био је посланик АВНОЈ-а и Привремене народне скупштине.
После рата вршио је многе одговорне политичке дужности у Покрајини, Републици и Федерацији:
- повереник, потпредседник и члан Извршног одбора Обласног народног одбора Косова и Метохије
- члан и потпредседник Извршног већа Косова и Метохије
- посланик Савезне и Републичке скупштине у неколико сазива
- потпредседник Скупштине СР Србије од 1963. године
- потпредседник Савезне скупштине 1967. и 1969. године
- члан Савета федерације
- председник Председништва САП Косова од маја 1974. до 17. јула 1981. године

Биран је у Централни комитет Савеза комуниста Србије од Првог до Петог конгреса. На Седмом конгресу СКЈ био је изабран у Централни комитет СКЈ. На Деветом конгресу СКЈ биран је за члана сталног дела Конференције СКЈ.
Био је стриц познате певачице Зане Нимани.
Умро је 2000. године.
Носилац је Партизанске споменице 1941. и других југословенских одликовања, међу којима су — Орден јунака социјалистичког рада, Орден народног ослобођења и др.